# Kaczorów (Basse-Silésie)
Pour l’article homonyme, voir Kaczorów (Łódź).
Kaczorów est une localité polonaise de la gmina de Bolków, située dans le powiat de Jawor en voïvodie de Basse-Silésie.

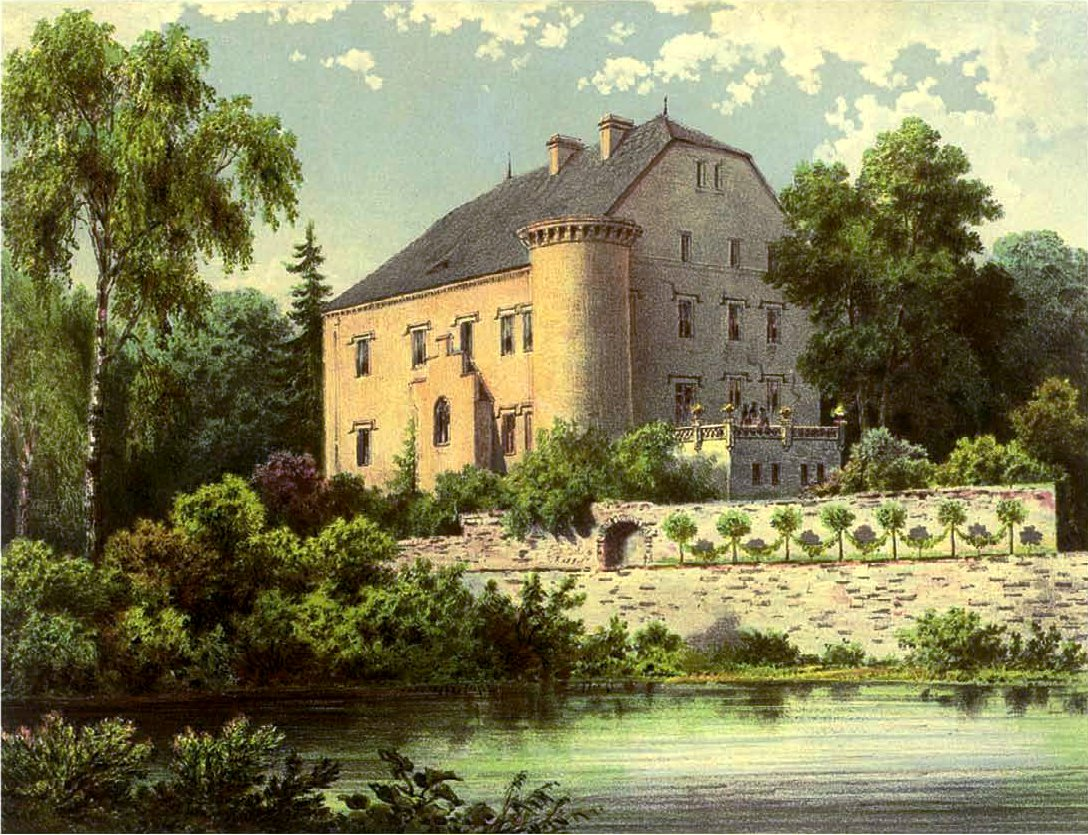
Rittergut Ketschdorf, Alexander Duncker